# Hood Poet
Hood Poet (acronimo di He Overcame Obstacles During Pain Or Emotional Trauma) è il quarto album in studio del rapper statunitense Polo G, pubblicato il 9 agosto 2024 dalla Columbia Records.

## Antefatti
Originariamente, Hood Poet era stato concepito come album collaborativo tra Polo G e il producer Southside. Il 15 agosto 2023 Polo G annuncia l'imminente pubblicazione del progetto, prevista per il 15 settembre dello stesso anno, attraverso l'uscita del singolo Barely Holdin' On. Tuttavia, il 23 agosto, il rapper e suo fratello vengono arrestati con l'accusa di essere stati complici di una rapina a mano armata, rimandando di fatto l'uscita dell'album.
Il 30 luglio 2024, l'artista ha annunciato che l'album sarebbe stato pubblicato il 9 agosto, rivelando contestualmente la copertina e la lista dei featuring. Il successivo 6 agosto viene diffusa l'intera lista tracce. Lo stesso giorno dell'uscita dell'album, viene pubblicato sul canale YouTube dell'artista il video musicale del brano Darkside.
L'album ha raggiunto la posizione numero 28 nella Billboard 200 ed ha venduto un totale di 24.000 unità durante la sua prima settimana.

## Singoli
Il 27 maggio 2022 Bartlett ha annunciato l'uscita del singolo Distraction, prevista per il successivo 3 giugno, attraverso la pubblicazione di un trailer che ha avuto la partecipazione dello youtuber e streamer Kai Cenat. Il 18 agosto 2023 viene pubblicato il secondo estratto dell'album, intitolato Barely Holdin' On, che raggiunse in poco tempo la posizione numero 68 all'interno della Billboard Hot 100. Ad esso sono seguiti i singoli Angels in the Sky, uscito il 31 maggio 2024, e We Uh Shoot, pubblicato il 2 agosto 2024 in collaborazione con Lil Durk.

## Accoglienza
| Recensione     | Giudizio |
| -------------- | -------- |
| RapReviews     | 7/10     |
| Slant Magazine |          |

L'album è stato accolto con recensioni negative sia dai fan che dalla critica. Steve Juon di RapReviews ha dato all'album un voto di 7 su 10, nonostante esso fosse «troppo un disco dell'industria» e «un po' troppo progettato per sfruttare i suoi problemi solo per fare soldi con il suo nome».
Paul Attard di Slant Magazine ha dato all'album una recensione da 2 stelle e mezza su cinque, affermando che l'artista «mostrasse scarse interesse a spingersi fuori dalla propria comfort zone».

## Tracce
1. God's Favorite – 2:12 (testo: Taurus Bartlett, Allen Ritter, Nikolas Papamitrou, Alexander Papamitrou, Kyle Buckley, Charles R. Nelsen, Ryan Bakalarczyk, J. P. Clark, Amelia Moore, Jonathan Bach – musica: Allen Ritter, Nick Papz, Xander, Pink Slip, Inverness, Ryan Bakalarczyk)
2. No Recruits (feat. G Herbo) – 3:02 (testo: Taurus Bartlett, Herbert Wright III, Joshua Luellen, Allen Ritter, Matthew Kyle-Brown, Maximilian McFarlin, Bailey Lau, Hasan Cankurt – musica: Southside, Allan Ritter, Smatt Sertified, Macshooter, ProdLau)
3. Barely Holdin' On – 2:53 (testo: Taurus Bartlett, Joshua Luellen, Łukasz Gottwald, Noah Goldstein – musica: Southside, Dr. Luke, Noah Goldstein, Lufye, Shottie, Bryce Bordone, Katie Harvey, Nate Mingo, Noah McCorkle)
4. Only Gang (feat. 42 Dugg) – 3:12 (testo: Taurus Bartlett, Dion Hayes, Joshua Luellen, Allan Ritter, Matthew Kyle-Brown, Jermaine Cherry – musica: Southside, Allan Ritter, Smatt Sertified, Jermaine Elliott)
5. Same Me (feat. Fridayy) – 2:43 (testo: Taurus Bartlett, Francis Leblanc, Joshua Luellen, Allan Ritter, Jermaine Cherry, Jaasu Mallory, Zack Bialobos – musica: Fridayy, Allan Ritter, Jermaine Elliott, Jaasu, Zack Bia)
6. Detox – 2:22 (testo: Taurus Bartlett, Joshua Luellen, Allan Ritter, Andrew DeCaro, Adam Kobylarz – musica: Southside, Allan Ritter, Dru DeCaro, Snake Child)
7. Thorns – 3:05 (testo: Taurus Bartlett, Joshua Luellen, Allan Ritter, Ashot Akopian, Lesidney Ragland, Matthew Kyle-Brown – musica: Southside, Allan Ritter, Shottie, TooDope, Lufye)
8. G63 (feat. Offset) – 2:46 (testo: Taurus Bartlett, Kiari Cephus, Joshua Luellen, Allan Ritter, Matthew Kyle-Brown, Murenets Nikita, Alyx, Douglas Ford, Johan Rosa – musica: Southside, Allan Ritter, Smatt Sertified, Splited Stupid, ALyX, Dougie F, Roza)
9. We Uh Shoot (feat. Lil Durk) – 2:33 (testo: Taurus Bartlett, Durk Banks, Joshua Luellen, Allan Ritter, Bryan Simmons, Maximilian McFarlin, Isaiah Quick)
10. Rain Fallin (feat. The Kid Laroi) – 3:01 (testo: Taurus Bartlett, Charlton Howard, Joshua Luellen, Allan Ritter, Matthew Kyle-Brown, Jermaine Cherry, Giuseppe Vasaturo – musica: Southside, Allan Ritter, Smatt Sertified, Jermaine Elliott, Wasa)
11. Distraction – 2:51 (testo: Taurus Bartlett, Joshua Luellen, Tim Gomringer, Kevin Gomringer – musica: Southside, Cubeatz)
12. No Turning Back (feat. Hunxho) – 3:08 (testo: Taurus Bartlett, Ibrahim Muhammad Dodo, Joshua Luellen, Allan Ritter, Matthew Kyle-Brown, Giuseppe Vasaturo – musica: Southside, Allan Ritter, Smatt Sertified, Wasa)
13. Angels in the Sky – 2:42 (testo: Taurus Bartlett, Paul Whittaker, Daniel Ivy, 1HittWonder – musica: Oz on the Track, 1HittWonder)
14. Darkside – 2:53 (testo: Taurus Bartlett, Joshua Luellen, Avery Cockerill, Martin Püschel – musica: Southside, Avery on the Beat, Minor2Go)
15. Bad Kids (feat. GloRilla) – 2:36 (testo: Taurus Bartlett, Gloria Woods, Deundraeus Portis – musica: Twysted Genius)
16. Survival of the Fittest (feat. Future) – 2:55 (testo: Taurus Bartlett, Nayvadius DeMun Cash, Allan Ritter, Johan Rosa, Jacob Canady, Derrick Miller, Joshua Goldenberg – musica: Allan Ritter, Roza, ATL Jacob, Carlton, Hendrix Smoke, Thank You Frizzle)
17. Father's Day – 2:42 (testo: Taurus Bartlett, Joshua Luellen, Allan Ritter, Matthew Kyle-Brown, Jermaine Cherry, Tim Gomringer, Kevin Gomringer, Luis Bacqué – musica: Southside, Allan Ritter, Smatt Sertified, Jermaine Elliott, Cubeatz, Luis Bacqué)
18. From the Heart – 2:18 (testo: Taurus Bartlett, Joshua Luellen, Allan Ritter, Matthew Kyle-Brown, Tim Gomringer, Kevin Gomringer – musica: Southside, Allan Ritter, Smatt Sertified, Cubeatz)

## Classifiche

### Classifiche settimanali
| Classifica (2024) | Posizione massima |
| ----------------- | ----------------- |
| Belgio (Fiandre)  | 190               |
| Canada            | 64                |
| Stati Uniti       | 28                |